# アグリッパ・メネニウス・ラナトゥス (紀元前503年の執政官)
アグリッパ・メネニウス・ラナトゥス（ラテン語: Agrippa Menenius Lanatus、紀元前493年没）またはメネニウス・アグリッパは共和政ローマの政治家、軍人。紀元前503年の執政官（コンスル）を務めた。

## 経歴

### コンスルシップ
紀元前503年、メネニウスは執政官に就任した。同僚はプブリウス・ポストゥミウス・トゥベルトゥスであった。歴史家ティトゥス・リウィウス（紀元前59年頃 - 17年）によれば、この年、ラティウム同盟のポメティアとコラが離反し、ラティウム南東に居住するアウルンキ人についた。両執政官ともにラティウム戦争のポメティアの戦いに勝利し、凱旋式が挙行されたとしている。
一方、リウィウスとほぼ同時代人のディオニュシオスによると、この年サビニ人が三度目のローマ侵攻を企て、まずトゥベルトゥスが繰り出したものの敵を侮り敗北した。そこへメネニウスが駆けつけ救援し、後日力を合わせて敵を打ち破り、メネニウスが凱旋式を、トゥベルトゥスが小凱旋式を挙行したとしている。
凱旋式記録碑には、執政官在任中にサビニ族との戦闘に勝利し、紀元前503年4月4日に凱旋式を実施したことが記されている。前日にはトゥベルトゥスも小凱旋式を実施している。

### 聖山事件
リウィウスの著作は500年も後に書かれたものではあるが、メネニウスは紀元前494年の第一次プレブス（平民）の分離運動（モンテ・サクロに立て篭もり、平民だけで国を作ると宣言した）の際に、パトリキ（貴族）の代表に選ばれて、プレブスたちのもとに足を運び、有名な弁解を交えた説得を行なった。
即ち、社会を人体に喩え、それぞれの部分が全体の利益のために担うべき役割がある。体の他の部分は、腹が「ただ食べるだけで何もしない」と考え、体は腹に食物を運ぶのを止めることにしたが、すぐに体の他の部分は飢餓状態となり機能しなくなってしまった。そこで初めて腹はただ養われているだけでなく、血を全身に送り出す重要な働きをしており、それ無しでは何も出来ないと気付いた。
この寓話では、パトリキが腹であり、プレブスは体の他の部分に例えられている。その後、パトリキとプレブスは和解し、護民官の制度が作られた。
聖パウロもこの寓話を知っていたようで（リウィウスを通じてかは分からないが）、彼のコリントの信徒への手紙一の中の説話でこの話を使っている。しかし、このたとえ話はリウィウスの時代でも新しいものではなく、クセノポン（紀元前427年？-紀元前355年？）の『ソクラテスの思い出』（2.iii.18）やキケロの『義務について』（III.v.22）にも似た話がある。

### 死後
メネニウスは紀元前493年に死去した。リウィウスは彼がパトリキからもプレブスからも愛され、特に説得成功後にはプレブスに一層愛されたとしている。彼の残した資産では葬儀を行うに十分ではなかったため、市民達は葬儀費用を少しずつ持ち寄り負担したという。
メネニウスには息子が一人あり（アグリッパ・メネニウス・ラナトゥス）、紀元前439年には執政官になっている。ただし、子ではなく孫とする説もある。
メネニウスはまたシェークスピアの『コリオレイナス』の登場人物の一人である。

## 出自
メネニウスがパトリキであったのかプレブスであったのかは謎である。リウィウスは「彼は雄弁な男であり、プレブスの生まれである」と書いている。しかしながら、彼は元老院の代表としてプレブスの説得に赴き、さらには執政官を務めていた。当時の執政官はパトリキだけが就任できると考えられている。初期のローマの歴史に関しては、（現在では失われてしまった）原資料が公平に吟味されていないことも多く、その著者が元老院議員であったか一般市民であったかでバイアスがあり、不明な点も多い。現代の学者の中には、ローマ初期にあったとされるパトリキとプレブスの紛争が事実かどうかを疑うものもいる。

## 参考資料
1. ↑  ティトゥス・リウィウス, 『ローマ建国史』II. 16, 32, 33.
2. ↑  ディオニュシオス,『ローマ古代誌』IV 44-47
3. ↑  ウィリアム・スミス、『Dictionary of Greek and Roman Biography and Mythology』
4. ↑  凱旋式のファスティ
5. 1 2  リウィウス、2.33
6. ↑  Walbank, F. W., A. E. Astin, M. W. Frederiksen, and R. M. Ogilvie. The Cambridge Ancient History, Cambridge University Press 1990. ISBN 0-521-23446-8.
7. ↑  Survey by A. Drummond, "Rome in the fifth century II," ch. 5, The Cambridge Ancient History, Vol. 7.2, The Rise of Rome.